# Ternóvskaia (Rostov)
|  | Per a altres significats, vegeu «Ternóvskaia». |

Ternóvskaia (en rus: Терновская) és un poble (una stanitsa) de l'óblast de Rostov, a Rússia, segons el cens rus del 2019 tenia 475 habitants. Pertany al districte de Tsimliansk.